# 신혜란
신혜란(1979년 12월 11일~)은 대한민국의 영화 배우이다. 명일여자고등학교를 졸업하고 서울여자대학교를 재학 중에 잡지모델, TV CF, 영화, TV예능에 출연하였다.

## 학력
- 명일여자고등학교
- 서울여자대학교 식품미생물공학

## 출연작

### 영화
- 2000년 《동감》... 문학 동아리 4 역
- 2003년 《튜브》... 연우 역

### CF
- 1999년 ~ 2001년 아시아나항공
- LG사이언
- 오리온 쵸코파이
- 엘라스틴